# امیلی اچ. ووکس
امیلی هاسکینز ووکس (متولد ۲۱ می ۱۹۳۰) یک نرمتنان‌شناس، دیرینه‌شناس و استاد سابق دانشگاه آمریکایی است. او یکی از متخصصان برجسته موریکیده، یک خانواده بزرگ و متنوع از حلزون دریایی شکارچی و نرمتنان دریایی است. ووکس هم به‌صورت مستقل و هم همراه با همسرش، زمین‌شناس هارولد ارنست ووکس، فعالیت کرده است.

## تحصیلات و زندگی شخصی
امیلی هاسکینز در مونرو، لوئیزیانا متولد شد، اما خانواده او زمانی که او هشت سال داشت به نیواورلئان نقل مکان کردند. ووکس در کالج ه. سوفی نیوکامب که در آن زمان کالج زنان دانشگاه تولین بود، تحصیل کرد، اما به دلیل تردید در مسیر شغلی خود از تحصیل انصراف داد. او سپس در آزمایشگاه بیوفیزیک مشغول به کار شد و به بخش زمین‌شناسی پیوست، جایی که به ژئومورفولوژی و سپس دیرینه‌شناسی علاقه‌مند شد.
در سال ۱۹۵۵، دوباره به عنوان دانشجوی کارشناسی ثبت‌نام کرد، اما به دلیل اینکه کالج نیوکامب در آن زمان مدرک زمین‌شناسی برای دانشجویان زن ارائه نمی‌داد، ووکس به دانشگاه تولین منتقل شد. او مدرک کارشناسی خود را در رشته زمین‌شناسی در سال ۱۹۶۰ دریافت کرد، در حالی که به‌صورت پاره‌وقت به‌عنوان متصدی فسیل‌ها کار می‌کرد. پس از آن، او مدارک کارشناسی ارشد (۱۹۶۲) و دکترای (۱۹۶۷) خود را از دانشگاه تولین دریافت کرد.
در سال ۱۹۵۹، ووکس با زمین‌شناس هارولد ارنست ووکس (۱۹۰۸–۱۹۹۸) که در سال ۱۹۵۶ برای مدیریت بخش زمین‌شناسی به تولین آمده بود، ازدواج کرد. او اغلب در تحقیقات علمی با همسرش همکاری می‌کرد. ووکس ۱۴۷ مقاله و کتاب منتشر کرد، در حالی که ۱۴۴ اثر نیز به نام همسرش منتشر شده بود.

## حرفه
ووکس فعالیت دانشگاهی خود را در دانشگاه تولین در سال ۱۹۶۹ به‌عنوان مدرس کالج دانشگاهی آغاز کرد و تا سال ۱۹۷۳ در آنجا کار کرد. در همان سال، او به‌عنوان دانشیار در کالج نیوکامب منصوب شد. در سال ۱۹۸۱ به رتبه استاد تمامی ارتقا یافت و بعداً به‌عنوان رئیس بخش زمین‌شناسی و رئیس کالج نیوکامب خدمت کرد. او در سال ۱۹۹۶ بازنشسته شد و به‌عنوان استاد بازنشسته شناخته شد. ووکس تا سال ۱۹۷۴ متصدی مجموعه‌های بخش زمین‌شناسی بود.
امیلی ووکس و همسرش در راه‌اندازی یک کمپ کار میدانی تابستانی در مکزیک کمک کردند، و برای بیش از یک دهه هر ساله به شبه‌جزیره یوکاتان سفر کردند تا نرمتنان را مطالعه کنند. نتیجه این تحقیقات کتابی با عنوان «توزیع نرمتنان دریایی آب‌های کم‌عمق، شبه‌جزیره یوکاتان، مکزیک» بود که در سال ۱۹۸۳ منتشر شد.
در سال ۱۹۶۸، ووکس به جمع‌آوری فسیل در آمریکای مرکزی، به‌ویژه کاستاریکا و پاناما، پرداخت. در سال ۱۹۷۱، طی یک فرصت مطالعاتی، فسیل‌هایی را در آمریکای جنوبی (اکوادور، آرژانتین، شیلی و پرو) جمع‌آوری کرد و در دانشگاه فدرال ریو گراند دو سول برزیل تدریس کرد.
در همان سال، ووکس یک مطالعه جامع دربارهٔ جنس «مورکس» با عنوان «فهرست جنس مورکس لینای (نرمتنان: شکم‌پایان)» منتشر کرد. در زمان انتشار این مطالعه، حدود ۲۵۰۰ گونه در جنس لینائی «مورکس» نام‌گذاری شده بودند، و ووکس تلاش کرد هر گونه را به جنس صحیح خود تخصیص دهد.
بین سال‌های ۱۹۷۶ تا ۱۹۸۶، ووکس وقت قابل‌توجهی را به بررسی فسیل‌ها در جمهوری دومینیکن اختصاص داد. بخشی از این کار در قالب پروژه‌ای بزرگ‌تر با همکاری سایر محققان بود که هدف آن شناسایی منشأ گونه‌های مختلفی بود که در تشکیلات سنگی جمهوری دومینیکن یافت می‌شدند.
این تحقیقات منجر به انتشار یکی از آثار مهم او با عنوان «دیرینه‌شناسی نئوجن در شمال جمهوری دومینیکن ۱۸: ابرخانواده ولوتاسئا (تا حدی) (نرمتنان: شکم‌پایان)» شد. این مطالعه که در سال ۱۹۹۸ منتشر شد، بر روی ابرخانواده ولوتاسئا در جمهوری دومینیکن تمرکز داشت. این تحقیق به‌طور خاص به گروهی از تاکسون‌ها می‌پرداخت که معمولاً با تاخوردگی بخش محوری پوسته مشخص می‌شوند. ووکس همچنین سردبیر نشریه گروه زمین‌شناسی دانشگاه تولین، «مطالعات زمین‌شناسی و دیرینه‌شناسی تولین» بود.
امیلی ووکس و همسرش هسته اصلی برنامه تحقیقات دیرینه‌شناسی در دانشگاه تولین بودند و مجموعه‌های فسیلی آن‌ها بسیار گسترده بود. این مجموعه‌ها شامل یافته‌های تحقیقاتی از سفرها به جنوب شرقی ایالات متحده، مکزیک، جمهوری دومینیکن، آمریکای جنوبی و اروپا بودند.
ووکس و همسرش از ۱۵۴۶ منطقه نمونه جمع‌آوری کردند که نمونه‌های آن‌ها فضای بیش از ۷۲ متر مربع از کابینت‌ها را پر کرده بود. تعداد زیادی از نمونه‌های آن‌ها به مؤسسه اسمیتسونین، دانشگاه فلوریدا و مؤسسه تحقیقات دیرینه‌شناسی منتقل شده است.

## سال‌های پایانی
ووکس پس از بازنشستگی به پنچاتولا، لوئیزیانا نقل مکان کرد و در آنجا یک فروشگاه عتیقه افتتاح کرد.
در سال ۲۰۱۰، ووکس در یک سفر سازماندهی‌شده توسط دانشگاه تولین به آفریقای جنوبی شرکت کرد که در آن گروه در برنامه کاشت درخت در سووتو مشارکت داشت.

## جوایز و میراث
دانشگاه تولین جایزه خدمات اعضای هیئت علمی امیلی ووکس را برای تقدیر از خدمات مادام‌العمر به مدرسه پیشرفت حرفه‌ای ایجاد کرد. این جایزه خدمات ووکس به آموزش مداوم در تولین، از جمله ابتکارات پیشگامانه او مانند کلاس‌های شنبه، را گرامی می‌دارد. در سال ۲۰۱۴، عنوان «استاد زمین‌شناسی ووکس» نیز به افتخار امیلی و هارولد ووکس ایجاد شد.
گرانت‌های دکتران امیلی اچ. و هارولد ای. ووکس برای تحقیقات مبتنی بر مجموعه‌های دیرینه‌شناسی بی‌مهرگان به دانشجویان کارشناسی پیشرفته از سراسر ایالات متحده اعطا می‌شود که مایل به استفاده از مجموعه‌های موزه تاریخ طبیعی فلوریدا برای تحقیقات دیرینه‌زیستی هستند.
فسیل موریکید شکم‌پای «Argenthina emilyae» نیز به افتخار او نامگذاری شده است.